# باشگاه والیبال هراز آمل
باشگاه والیبال هراز آمل یک باشگاه والیبال ایرانی است که در سال ۱۳۹۹ در شهر آمل بنیانگذاری شده‌است. این تیم هراز نیز نامیده می‌شود و مالک آن، شرکت فراورده‌های لبنی دوشه آمل است. این باشگاه هم‌اکنون در لیگ برتر والیبال ایران بازی می‌کند. این تیم در سال ۱۳۹۹ جایگزین کاله آمل در لیگ برتر شد.

## تاریخچه و آمار
فعالیت باشگاه والیبال هراز با توجه به علاقه‌مندی مدیریت شرکت هراز از سال ۱۳۹۹ آغاز و هراز جایگزین کاله در لیگ برتر والیبال ایران شد.
در همین سال باشگاه والیبال هراز کار را با مربی بومی آغاز نمود و در شروع، باشگاه والیبال بزرگسالان تشکیل شد.
در همان سال اول حضور خود به مقام سوم مشترک مسابقات با سپاهان اصفهان رسید.
درسال1401نیز تیم خوب لبنیات هراز آمل به عنوان نایب قهرمانی رسید.

### مالکیت
مالک باشگاه ورزشی هراز، لبنیات دوشه - هراز است.
| مالک       | دوران مالکیت | دوران مالکیت | دوران مالکیت |
| مالک       | از           | تا           |              |
| ---------- | ------------ | ------------ | ------------ |
| دوشه، هراز | ۱۳۹۹         | تا به حال    |              |

## نام و لوگو
هراز در زبان طبری به معنای نهر بزرگ است؛ نام هراز از رودخانه هراز سرچشمه می‌گیرد.

### نماد باشگاه
در ابتدای فعالیت باشگاه هراز، نماد شرکت هراز و دوشه بر روی پیراهن تیم چاپ می‌شود. آرم ورزشی هراز متشکل از لوگوی شرکت لبنیات هراز است.
در زیر به نماد باشگاه اشاره شده‌است.

لوگوی کنونی باشگاه

### پیراهن
از شروع تأسیس باشگاه طراحی و تولید پیراهن تیم را ایده آل را برعهده دارد.

## ورزشگاه
هراز اکنون در سالن پیامبر اعظم به میدان می‌رود. تمرینات هراز نیز بیشتر در سالن نشاط در جنب ورزشگاه سالن پیامبر اعظم برگزار می‌گردد.

## بازیکنان فعلی
از بازیکنان این باشگاه میتوان به سید امین علوی، رضا قرا، شهروز همایونفر، محمد کاظم غفاری، عادل غلامی، عرفان جلالی نژاد، علی رمضانی و عبدالرضا علیزاده و امیرحسین توخته اشاره کرد.

### کادر فنی
| بهروز عطایی   | سرمربی       |
| محمد شریعتی   | مربی         |
| حسین خوریانی  | آنالیزور     |
| نیما دهپناه   | فیزیوتراپیست |
| سعید چگینی    | تدارکات      |
| محمد شعبانپور | سرپرست       |

- کاپیتان‌ها

به ترتیب:
- حمزه زرینی
- عبدالرضا علیزاده

## سازنده البسه
| لیگ   | سازنده البسه | اسپانسر پیراهن              |
| ----- | ------------ | --------------------------- |
| ۱۳۹۹– | Merooj       | Haraz Sports Club / Doosheh |

### رسمی
- وبگاه رسمی باشگاه ورزشی هراز آمل بایگانی‌شده  در ۱۰ اوت ۲۰۲۰ توسط Wayback Machine